# 東浦町郷土資料館
東浦町郷土資料館（ひがしうらちょうきょうどしりょうかん）は、愛知県知多郡東浦町にある資料館。愛称はうのはな館。

## 概要
1999年（平成11年）11月に開館した郷土資料館で、本館および別棟と陶芸棟の3棟で構成されており、市内の遺跡や古墳から発掘された出土品や東浦の製塩の歴史と世界の塩、水野氏と於大の方に関する展示を行っている。
主な収蔵品は、遺跡出土品や古文書、美術工芸品のほか、東浦町誌の編集委員で名古屋大学教授であった伊藤忠士が寄贈した約6,000冊の資料を所蔵する伊藤近世史文庫や、同編集委員で中京女子大学（現・至学館大学）名誉教授だった服部徳次郎が寄贈した約7,000点にのぼる鳥瞰図や絵画、浮世絵、古書などを所蔵する服部徳次郎文庫がある。これらの収蔵品のうち金鶏山古墳出土品が東浦町指定文化財となっている。
また、埋蔵文化財や歴史資料の調査・研究を行う埋蔵文化財センターの役割も担っているほか、別棟の陶芸棟では陶芸教室なども開催している。

## 施設
本館
- 鉄骨造（一部RC造）、瓦葺きの一部2階建てで、面積は880.05m2。常設展示が行われるほか、管理施設も入居する[2]。

別棟
- 鉄骨造、瓦葺の平屋建で、面積は80m2。民俗資料を収蔵する展示施設[2]。

陶芸棟
- 鉄骨造、瓦葺の平屋建で、面積は39.67m2。陶芸創作施設[2]。

## 交通アクセス
車
- 知多半島道路「東浦知多IC」より約10分[4]

電車
- JR東海武豊線「石浜駅」より徒歩約20分[4]